# 横浜水族館
横浜水族館（よこはますいぞくかん）は、昭和初期に横浜市で開館していた水族館。

## 沿革
大連商工会議所議員で水族館の運営に詳しい平田包定が、1928年（昭和3年）に東京市（当時）で開催された大礼記念博覧会に併設されていた水族館を横浜市に移設することを提唱。賛同した横浜市と水産会（現在の漁連）との協議で、元町・磯子・杉田の三候補地の中から磯子区の臨海部の市電用埋立地、現在の磯子警察署の裏手に決定した。施設費として、平田が材料の他1万円を、水産会が1万5千円を負担した。なお、当時の公務員上級者の初任給は75円であった。1928年（昭和3年）8月11日に開館。花火大会と重なったこともあり、周辺の海水浴客を含め18万人の観光客がこの地を訪れた。ただ、技術的には未熟であり、営業期間は5月から9月の間だけで、冬季は閉館していた。当時の「土地法典」では、「館内には塩水および淡水のタンクが置かれ、数百の海や川の魚を飼育し」ていたと記されている。1929年度（昭和4年度）の決算では入場者5,200人、入場料大人20銭・子ども10銭に対し経費は4,880円かかっており、赤字であった。集客のため活動写真を上映したり珍しい動物を公開したりと経営努力を重ねたが、1930年（昭和5年）秋に短い歴史に幕を下ろした。なお、同年代の施設としては、東京の上野恩賜公園内に1882年（明治15年）に小規模の観魚室が、1929年（昭和4年）に水族室が開設されている。